# Oberster Gerichtshof für die Britische Zone
Der Oberste Gerichtshof für die Britische Zone (OGHBrZ, gängiger OGH) war ein 1947 von der britischen Militärregierung eingerichtetes letztinstanzliches Revisionsgericht im Bereich der ordentlichen Gerichtsbarkeit (Zivil- und Strafsachen). Es bestand von März 1948 bis September 1950 und hatte seinen Sitz in Köln im Justizgebäude Reichenspergerplatz (Saal 301). Sein Präsident wurde 1949 Ernst Wolff, Generalstaatsanwalt war Karl Schneidewin.

Britische Besatzungszone 1948

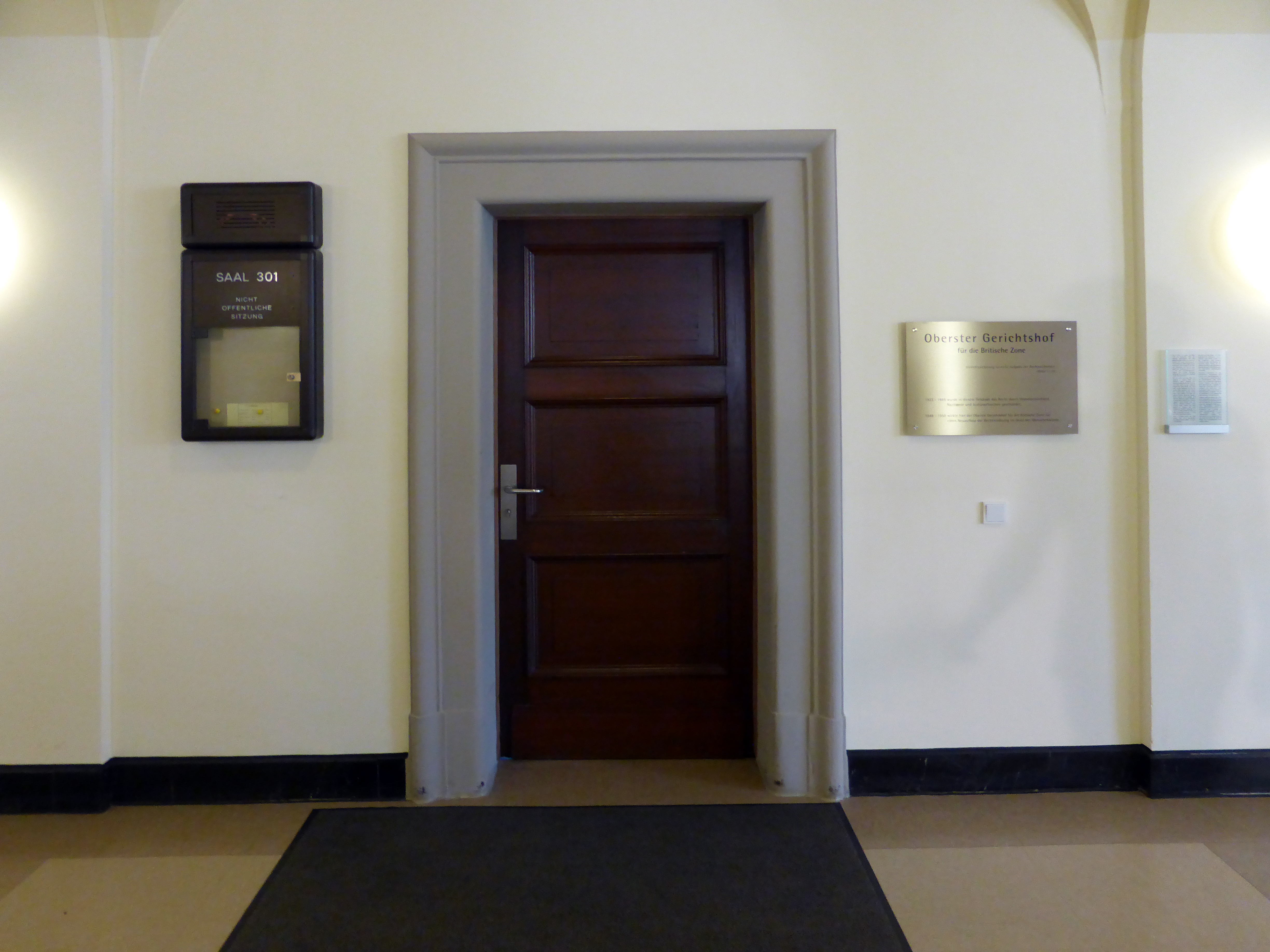
Saal 301 im Justizgebäude Reichenspergerplatz, Köln

Der Zuständigkeitsbereich des OGH umfasste die vier Bundesländer Schleswig-Holstein, Hamburg, Niedersachsen und Nordrhein-Westfalen bzw. die acht OLG-Bezirke Schleswig, Hamburg, Braunschweig, Celle, Oldenburg, Düsseldorf, Hamm und Köln.
Das Gericht fungierte gewissermaßen als zeitliches Bindeglied zwischen dem Reichsgericht (RG) und dem Bundesgerichtshof (BGH), wenn auch mit beschränkter territorialer Zuständigkeit. In der amerikanischen und der französischen Besatzungszone gab es keinen vergleichbaren obersten Gerichtshof. Der OGH wurde mit der Gründung des BGH aufgelöst, der ab dem 1. Oktober 1950 zuständig war.

## Organisation
Beim OGH bestanden zunächst ein Zivil- und ein Strafsenat; zum 16. September 1948 wurde ein zweiter Zivilsenat, zum 1. Januar 1950 ein zweiter Strafsenat gebildet. Den Vorsitz führten im ersten Zivilsenat Ernst Wolff, im zweiten Zivilsenat Erich Pritsch, im ersten Strafsenat Curt Staff und im zweiten Strafsenat Alfred Groß.

### Registerzeichen
ZS = Revisionen in Zivilsachen
ZB = Beschwerden in Zivilsachen
BLw = Beschwerden in Landwirtschaftssachen
PZS = Plenarentscheidungen in Zivilsachen
ZA = Armenrechtssachen
StS = Revisionen in Strafsachen
StB = Beschwerden in Strafsachen
PStS = Plenarentscheidungen in Strafsachen
Mit Einrichtung eines zweiten Senats wurde zur Aktenzeichenbildung jeweils dem Registerzeichen die Nummer des jeweiligen Senats vorangestellt, für Zivilsachen in römischen, für Strafsachen in arabischen Ziffern (Beispiele: II ZS 3/48; 1 StS 86/50).
Die sieben Bände umfassende Entscheidungssammlung des OGHBrZ wird noch heute von Juristen herangezogen.

## Ahndung von NS-Verbrechen
Eine der Erwägungen zur Einrichtung des OGH war, dass die Alliierten und hier vor allem die Briten der Ansicht waren, sie müssten dafür sorgen, dass die von Deutschen an Deutschen begangenen Verbrechen während der NS-Zeit bis 1939 einer gerechten Bestrafung zugeführt werden müssten. Die Verbrechen, die hier gemeint waren, wurden im Kontrollratsgesetz Nr. 10, Artikel II 1c erläutert. Es handelte sich unter anderem um „Mord, Ausrottung, Versklavung, Zwangsverschleppung, Freiheitsberaubung, Folterung, Vergewaltigung oder andere an der Zivilbevölkerung begangene unmenschliche Handlungen, sowie Verfolgung aus politischen, rassischen und religiösen Gründen.“ Die Briten wollten den Deutschen die Durchführung dieser Prozesse übertragen, aber sie befürchteten, dass die Deutschen diese Prozesse nicht ernsthaft führen würden. Daher beschlossen sie, in ihrer Zone ein Revisionsgericht einzuführen, auf dessen Zusammensetzung sie Einfluss nahmen. Als nahezu einziges Gericht in den westlichen Besatzungszonen gab es an diesem Gericht keine ehemaligen Nationalsozialisten. Die Richter, die dort eingesetzt wurden, waren entweder Verfolgte des Nationalsozialismus, Emigranten oder Personen, die gegen den NS-Staat oppositionell eingestellt gewesen waren. Auffällig an diesem Modell, welches sich von allen Obergerichten in den anderen militärischen Zonen unterschied, war, dass die britischen Besatzungsbehörden den bestehenden Mangel an juristischer Kompetenz befürchteten und auf pragmatische Abhilfe suchten. Sie beabsichtigten nicht, Justizbehörden und Gerichte mit politisch zuverlässigen Richtern (die beispielsweise in der sowjetisch besetzten Zone innerhalb weniger Monate ausgebildet und als so genannte Volksrichter eingesetzt wurden) zu besetzen, sondern, da sie einen daraus entstehenden Mangel an rechtswissenschaftlicher Basis befürchteten, ein Quotensystem zu installieren, in welchem eine bestimmte Anzahl (politisch) belasteter Richter mit einer Anzahl Unbelasteter zusammen die Spruchkörper bildeten. Dies geschah in der Erwartung, dass die Richterpersonen sich gegenseitig überwachen würden. Der Erfolg war nicht von der Hand zu weisen.